# جیمز کوتاک
جیمز کوتاک (انگلیسی: James Kottak; ۲۶ دسامبر ۱۹۶۲ – ۹ ژانویهٔ ۲۰۲۴) طبل‌زن اهل ایالات متحده آمریکا بود. وی بین سال‌های ۱۹۸۰ تا ۲۰۲۴ میلادی فعالیت می‌کرد.